# تپه کوره کانی
 تپه کوره کانی مربوط به کالکولتیک مس‌سنگی - هزاره اول (پیش از میلاد) است و در شهرستان پیرانشهر، بخش مرکزی، دهستان منگور غربی، روستای کله کین واقع شده است. این اثر در تاریخ ۳۰ دی ۱۳۸۵ با شمارهٔ ثبت ۱۶۸۸۱ به عنوان یکی از آثار ملی ایران به ثبت رسیده است.